# عدنان جروة
عدنان جروة (وُلد في 25 أبريل 1945 م) هو جامع مقتنيات سوري، ومؤلف لمجموعةٍ من الكتب المختصة بالمقتنيات السورية من عملات ورقية ومعدنية وأوسمة. يُعد عدنان «أحد أهم هواة العملات في العالم العربي». تُشير له بعض المصادر العربية باسم عدنان دي جروة.

## حياته
ولد عدنان جروة في مدينة حلب بتاريخ 25 أبريل (نيسان) 1945 م، وهو من طائفة السريان الكاثوليك. درس في معهد الإخوة المريميين بحلب، وتخرج من كلية الاقتصاد في جامعة دمشق عام 1974 م. اهتمَّ عدنان بالنقد السوري منذ العام 1997 بالإضافة لاهتمامه بالأوسمة السورية، لذلك أصدر عدة كتب في هذا المجال.
يمتلك عدنان عضوية في الجمعية الأمريكية للأوسمة والميداليات، جمعية الأبحاث للأوسمة والميداليات، الجمعية الدولية للبنكنون، جمعية النميات الشرقية، الجمعية الأمريكية للنميات، الرابطة الأمريكية للنميات، جمعية العاديات السورية (فرع حلب).
حاز كتابه «موسوعة العملات الورقية السورية» (الصادر عام 2005) على جائزة أفضل كتاب من الجمعية العالمية للعملات الورقية عام 2006 م.
كما يُعد كتابه «موسوعة الأوسمة السورية» فريدًا في حقله، حيث تُشير المصادر أنَّ الموسوعة «فريدة في حقلها، ليس بسببٍ من طباعتها الفاخرة الثرية وحسب، بل وبسببٍ رئيس يعود لمضمونها التوثيقي الدقيق وشروحاتها المرافقة ما يحيلها إلى عمل مرجعي لا بدَّ منه لأي دارس للتاريخ السوري الحديث»، ويُكمل بأنه «يمكن القول أنَّ هذه الموسوعة تشكّل إضافة مميزة وغير مسبوقة للمكتبة التاريخيّة والسياسيّة فضلاً عن فائدتها الكبيرة للثقافة العامة».
نُشرت عدة أبحاثٍ ومراجعاتٍ حول مؤلفات عدنان، منها بحثٌ نشرته مجلة جمعية النقود الشرقية (بالإنجليزية: Journal of the Oriental Numismatic Society) في عددها رقم 187 الصادر في ربيع 2006 تحت عنوان «Review of ADNAN DJAROUEH Mawsūʻat al-ʻumlāt al-waraqīyah al-Sūrīyah/Encyclopedia of Syrian Paper Money. Beirut: Dar al-Mourad 2005; ISBN 9953-406-13-8» لمؤلفه ستيفان هايدمان. كما نشرت أبحاثٌ حول موادٍ محفوظةٍ في مجموعة عدنان، منها بحثٌ بعنوان «درهم طولوني نادر باسم أحمد بن طولون ضرب بمصر سنة 265 هـ» نُشر في العدد الأول من مجلة مركز المسكوكات الإسلامية في مصر عام 2018 م، وكان مُلخص البحث بأنه «يتناول هذا البحث بالدراسة والتحليل درهم طولوني نادر ضرب مصر سنة 265هـ باسم أحمد بن طولون، محفوظ في مجموعة عدنان جروة بحلب...».

## أعماله
| غلاف الكتاب | اسم الكتاب                                      | دار النشر ومكانه  | سنة النشر | ردمك                 | المرجع |
| ----------- | ----------------------------------------------- | ----------------- | --------- | -------------------- | ------ |
|             | موسوعة العملات الورقية السورية                  | بيروت: دار المراد | 2005      | (ردمك 9789953406138) | [ 10 ] |
|             | العملات السورية: بدايات القرن العشرين إلى اليوم | بيروت: دار مراد   | 2013      | (ردمك 9789953406237) | [ 11 ] |
|             | موسوعة الأوسمة السورية                          | بيروت: دار مراد   | 2019      | (ردمك 9789953406282) | [ 12 ] |

كما نشر بحثًا تحت عنوان «حلب في العملات الورقيّة السوريّة» في العدد الحادي عشر والثاني عشر من مجلة حولية «عاديات حلب» الصادرة عن جامعة حلب وجمعية العاديات عام 2008 م الموافق 1429هـ.

### فهرس المراجع
1. ↑  "إطلاق «الجمعيّة اللبنانيّة» لهواة العملات". الديار. 29 نوفمبر 2014. مؤرشف من الأصل في 2022-06-28. اطلع عليه بتاريخ 2022-06-29.
2. 1 2  "" موسوعة الأوسمة السورية " كتاب جديد للأديب عدنان دي جروة – هدية لسيادة راعينا الجليل". أبرشية حلب للسريان الكاثوليك. 2019. مؤرشف من الأصل في 2022-06-10. اطلع عليه بتاريخ 2022-06-10.
3. 1 2 3  "عدنان جروة". التاريخ السوري المعاصر. مؤرشف من الأصل في 2022-06-10. اطلع عليه بتاريخ 2022-06-29.
4. ↑  "The IBNS Book of the Year for 2006". The IBNS. 20 مارس 2022. مؤرشف من الأصل في 2022-02-06. اطلع عليه بتاريخ 2022-06-10.
5. ↑  "الوجيز في العملة السورية". المنظومة. مؤرشف من الأصل في 2022-06-28. اطلع عليه بتاريخ 2022-06-29. حيث كتب عن العملة السورية أكثر من كاتب ومنهم، عدنان جروة الذي أصدر كتاب "موسوعة العملات الورقية السورية" الذي فاز بجائزة الجمعية الدولية للبنكنوت كأفضل كتاب نقدي عالمي للعام (2006م)
6. ↑  Orzano، Michele (25 يونيو 2014). "Mark Anderson receives IBNS Amon Carter Jr. exhibit award". Coin World. مؤرشف من الأصل في 2021-04-18. اطلع عليه بتاريخ 2022-06-29.
7. ↑  "موسوعة الأوسمة السوريّة: عملٌ فريد ومرجع للبحث التاريخي". سيرجيل. مؤرشف من الأصل في 2022-06-28. اطلع عليه بتاريخ 2022-06-29.
8. ↑  Heidemann، Stefan (2006). "Review of ADNAN DJAROUEH Mawsūʻat al-ʻumlāt al-waraqīyah al-Sūrīyah/Encyclopedia of Syrian Paper Money. Beirut: Dar al-Mourad 2005; ISBN 9953-406-13-8" (PDF). Journal of the Oriental Numismatic Society ع. 187. ISSN:1818-1252. مؤرشف (PDF) من الأصل في 2022-06-28. اطلع عليه بتاريخ 2022-06-28. {{استشهاد بدورية محكمة}}: الاستشهاد بدورية محكمة يطلب |دورية محكمة= (مساعدة)
9. ↑  النبراوي، رويدا رأفت محمد (2018). "درهم طولوني نادر باسم أحمد بن طولون ضرب بمصر سنة 265 هـ" (PDF). مجلة مركز المسكوكات الإسلامية. ج. 1 ع. 1. مؤرشف (PDF) من الأصل في 2022-06-28. اطلع عليه بتاريخ 2022-06-28. {{استشهاد بدورية محكمة}}: الاستشهاد بدورية محكمة يطلب |دورية محكمة= (مساعدة)
10. ↑  عدنان جروة (2005). موسوعة العملات الورقية السورية. دار المراد. ISBN:978-9953-406-13-8. LCCN:2010331859. OCLC:784585639. OL:23349717W. QID:Q112322965.
11. ↑  عدنان جروة (2013). العملات السورية: بدايات القرن العشرين إلى اليوم. بيروت: دار المراد. ISBN:978-9953-406-23-7. OCLC:891657677. QID:Q112323265.
12. ↑  عدنان جروة (2019). موسوعة الأوسمة السورية. بيروت: دار المراد. ISBN:978-9953-406-28-2. OCLC:1193232998. QID:Q112325388.
13. ↑  جروة، عدنان (2008). "حلب في العملات الورقيّة السوريّة". عاديات حلب ع. 11–12. مؤرشف من الأصل في 2022-06-28. اطلع عليه بتاريخ 2022-06-29. {{استشهاد بدورية محكمة}}: الاستشهاد بدورية محكمة يطلب |دورية محكمة= (مساعدة)